# Route européenne 851
Pour les articles homonymes, voir Route 851.
La route européenne 851 est une route reliant Petrovac na Moru (Monténégro) à Pristina (Kosovo) en passant par le nord de l'Albanie.